# الکالارین
الکالارین (به اسپانیایی: Alcollarín) یک شهرستان در اسپانیا است که در استان کاسرس واقع شده‌است.